# Tadeusz Tołwiński (pastor)
Tadeusz Tołwiński (ur. 1955) – polski duchowny protestancki, pastor toruńskiego zboru Kościoła Ewangelicznych Chrześcijan w RP.

## Życiorys
Absolwent Chrześcijańskiej Akademii Teologicznej (Warszawa) oraz Trinity Western University (Langley, Kolumbia Brytyjska, Kanada), słuchacz All Nations Christian Collage (Ware, Wielka Brytania).
Pierwotnie był duchownym Zjednoczonego Kościoła Ewangelicznego w PRL. Po rozwiązaniu w 1988 tej denominacji został pastorem Kościoła Ewangelicznych Chrześcijan w Polsce (KECh) i członkiem Rady Kościoła. Prezbiter naczelny KECh w latach 1993-1995 oraz ponownie od 2007 do 2016. Organizator chrześcijańskich konferencji, popularyzator idei chrześcijańskiej współpracy międzynarodowej.
Założyciel i pastor zboru Kościoła Ewangelicznych Chrześcijan w Toruniu. Dyrektor toruńskiej Fundacji Ewangelicznej oraz redaktor naczelny Głosu Ewangelicznego.